# Mi corazón es tuyo
Mi corazón es tuyo (svenska: Mitt hjärta är ditt) är en mexikansk telenovela från 2014 till 2015, med Silvia Navarro, Jorge Salinas och Mayrín Villanueva i huvudrollerna.

## Rollista (i urval)
- Silvia Navarro - Ana Leal
- Jorge Salinas - Fernando Lascuráin
- Mayrín Villanueva - Isabela Vázquez De Castro
- Pablo Montero - Diego Lascuráin
- Jorge Aravena - Ángel Altamirano
- Adrián Uribe - Juan "Johnny" Gutiérrez
- Paulina Goto - Estefanía "Fanny" Lascuráin Diez
- Carmen Salinas - Yolanda De Castro Vázquez
- Fabiola Campomanes - Jennifer Rodríguez
- Rafael Inclán - Nicolás Lascuráin
- Polo Morín - Fernando "Nando" Lascuráin Diez
- Marco Corleone - Mike
- Juan Pablo Gil - León González
- René Casados - Bruno Romero
- Lisardo Guarinos - Enrique Basurto
- Karla Gómez - Estefanía Diez de Lascuráin
- Emilio Osorio - Sebastián Lascuráin Diez
- Daniela Cordero - Ximena Luján Landeros
- Beatriz Morayra - Manuela
- Isidora Vives - Alicia Lascuráin Diez
- José Pablo Alanís - Guillermo "Guille" Lascuráin Diez
- Manuel Alanís - Alejandro "Alex" Lascuráin Diez
- Isabella Tena - Luz Lascuráin Diez
- Ana García Obregón
- Karla Farfán - Laura